# Pegomya cygnicollina
Pegomya cygnicollina este o specie de muște din genul Pegomya, familia Anthomyiidae, descrisă de Griffiths în anul 1971.
Este endemică în Alberta. Conform Catalogue of Life specia Pegomya cygnicollina nu are subspecii cunoscute.